# 촉룡

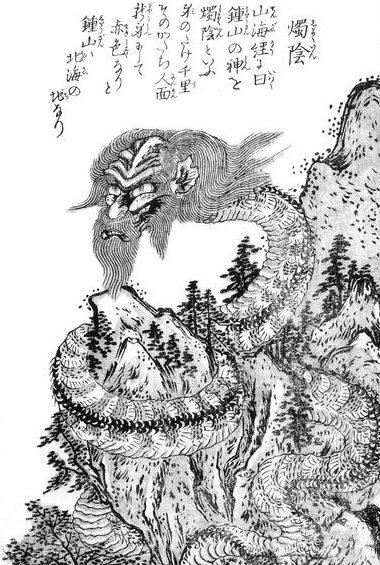
촉룡

촉룡(燭龍) 또는 촉음(燭陰)은 《산해경》에서 중국 대륙 북방에 있다는 전설의 영산인 종산(鐘山) 혹은 종화산(鐘火山)에 산다고 묘사된 거대한 붉은 용이다.
촉룡은 계절이나 기후와 같은 대자연의 섭리를 주관하는 신이다. 즉, 사계절이 제대로 돌아가고 각각의 계절에 알맞은 기후가 되도록 세상의 질서를 지켜보는 큰 뱀이 촉룡인 것이다. 몸 색깔은 진홍색이고 목은 사람, 두 개의 눈은 아래위로 나 있다. 그리고 천리가 훨씬 넘는 긴 몸으로 종산을 휘감고 턱을 산꼭대기에 얹고는 자지도 않고 아무것도 먹지 않으며 호흡조차 하지 않고 세상을 바라보고 있다.
산 위에서 촉룡이 눈을 뜨면 세상은 빛으로 가득 차서 낮이 되고 눈을 감으면 세상에서 빛이 사라져 밤이 된다. 또한 그가 크게 입을 벌리고 강하게 숨을 내쉬면 세상은 찬 기운에 싸여 겨울이 되고 커다란 목소리를 내면 열기가 일어나 여름이 찾아온다.
이렇듯 촉룡은 사계절의 움직임과 밤낮의 운행 등 인간 생활의 여러 가지 부분에 관여하고 있는데, 의외로 촉룡에 대한 숭배는 그다지 많이 이루어지지 않았다. 그것은 촉룡이 주관하고 있는 기후와 날씨 등은 사람의 희망을 초월하는 자연의 섭리인지라, 사람이 소원을 빈다고 해서 이루어질 수 있는 일이 아니라는 인식 때문이었다.
촉룡은 웅대한 규모로 세계 질서를 관장하는 신이므로 신들의 싸움에 그다지 관여하려 하지 않았다. 예전에 물을 주관하는 용족인 공공이 촉룡에게 싸움을 건 적이 있었다. 그러나 공공은 촉룡에게 이길 수 없었고, 촉룡도 패배한 공공을 추방하는 것만으로 만족하고 목숨까지 빼앗으려고는 하지 않았다. 촉룡에게 중요한 것은 세상을 지켜보는 일이지, 싸움에 이기거나 적의 생명을 빼앗는 일 따위에는 전혀 흥미가 없었기 때문이다.